# Ленинское (Луганская область)
Ленинское (укр. Ленінське) / Вальяновское (укр. Вальянівське) — посёлок, относится к Свердловскому городскому совету Луганской области Украины..

## Географическое положение
Соседние населённые пункты: посёлок Шахтёрское, сёла Матвеевка, Антракоп на юге, сёла Кондрючее, Уткино, посёлок Калининский на юго-востоке, город Свердловск на востоке, посёлки Комсомольский на северо-востоке, Володарск, Павловка и село Маломедвежье на севере, посёлки Покровка, Калиновка, Кленовый на северо-западе, Новодарьевка на западе, Дзержинский, Нагольно-Тарасовка, Киселёво на юго-западе.

## История
28 октября 1938 года посёлок шахты им. Ленина получил статус посёлка городского типа и название Ленинский.
В январе 1989 года численность населения составляла 5350 человек.
В июле 1995 года Кабинет министров Украины утвердил решение о приватизации находившегося здесь совхоза «Маяк».
По переписи 2001 года население составляло 4076 человек.
На 1 января 2013 года численность населения составляла 3374 человека.
С весны 2014 года — в составе Луганской Народной Республики.
12 мая 2016 года Верховная Рада Украины переименовала посёлок в Вальяновское в рамках кампании по декоммунизации на Украине. Переименование не было признано властями самопровозглашенной ЛНР.

## Местный совет
94835, Луганская обл., Свердловский городской совет, пгт. Ленинское, ул. Маяковского, 68